# Bonneuil-sur-Marne
Bonneuil-sur-Marne is een gemeente in het Franse departement Val-de-Marne (regio Île-de-France) en telt 15.889 inwoners (1999). De plaats maakt deel uit van het arrondissement Créteil.

## Geografie
De oppervlakte van Bonneuil-sur-Marne bedraagt 5,5 km², de bevolkingsdichtheid is 2888,9 inwoners per km².
De onderstaande kaart toont de ligging van Bonneuil-sur-Marne met de belangrijkste infrastructuur en aangrenzende gemeenten.

## Demografie
Onderstaande figuur toont het verloop van het inwonertal (bron: INSEE-tellingen).